# ورش عمل تنظيمية

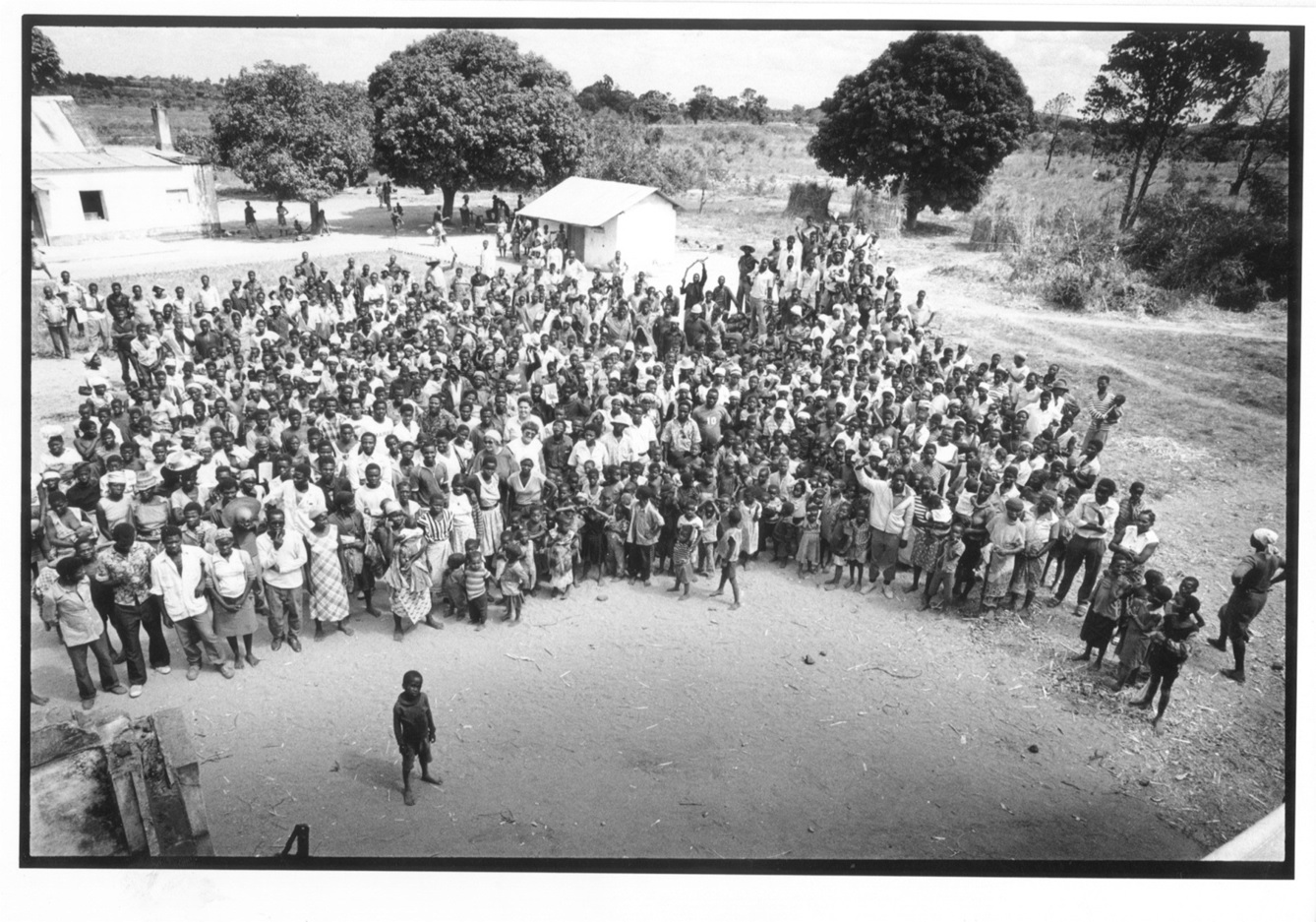

ورش العمل التنظيمية هي مناسبات تعليمية قائمة على أسس «نظرية النشاط الثقافي التاريخي» تهدف إلى تعليم مجموعات كبيرة من الأشخاص كيفية إدارة الأعمال وتنظيم المشاريع الكبيرة، وفيها يتقن المشاركون المهارات الاجتماعية والتنظيمية اللازمة عن طريق أسلوب التعلم بالممارسة. تستهدف تلك الأنشطة العاطلين عن العمل وناقصي العمالة، إذ أن نسبة كبيرة من هؤلاء هم أشخاص ذوو مستويات تعليم متدنية. تعالج ورش العمل التنظيمية المشاكل المحلية التي لا يمكن حلها إلا بواسطة أسلوب الجماعات المتعاونة. إذ تسمح تلك الورش التعليمية للمشاركين بتأسيس مشروع تجاري مؤقت خاص بهم حتى يتولوا إدارته بأنفسهم، وهو يقتضي التعهد بتنفيذ بعض الخدمات والأعمال للزبائن بأسعار السوق لفترة معينة، ثم ينتهي هذا المشروع المؤقت بانتهاء مدة الورشة. وفي أثناء تلك المدة يكتسب المشاركون عدة مهارات فنية وإدارية وتنظيمية تمكنهم من إنشاء أعمال تجارية جديدة خاصة بهم.
يعود الفضل إلى عالم الاجتماع البرازيلي كلودومير سانتوس دي مورايس في ابتكار تلك الفكرة وتنفيذها على أرض الواقع. تتألف عناصر ورش العمل الرئيسية من جماعة كبيرة من الناس، واشترط مورايس في البداية ألا يقل عددهم عن 40 شخص مع عدم وجود حد أقصى. ولهم كامل الحرية في تنظيم جهودهم وأنشطتهم في حدود ما يسمح به القانون. أعد دي مورايس لائحة تضم عدة توجيهات إرشادية خاصة بتلك الورش. في البداية طُبعت عدة نسخ منها باستخدام آلة نسخ الرسائل، ثم أعيدت طباعتها في عدة مناطق في العالم بلغات وأشكال مختلفة على مدار السنين التالية. وقد تكفل أيان تشيريت بترجمة النص الأصلي إلى الإنجليزية لأول مرة حتى يستفيد به سكان المناطق الأفريقية التي تتحدث بالإنجليزية.                                                                   

## النظرية ومجال الدراسة
لاحظ دي مورايس في بادئ الأمر أنه عندما تضطر جماعة كبيرة من البشر إلى مشاركة مصدر موارد واحد فسوف يتعلم أفراد تلك الجماعة تلقائيًا كيفية تنظيم مجهوداتهم بطريقة معقدة عن طريق تقسيم الأعمال فيما بينهم على عدة مراحل. وفي خلال الحدث البارز الذي حضره دي مورايس (في ريسيفي، البرازيل عام 1954) لاختبار نظريته السابقه تجمهر عدد كبير من النشطاء داخل مبنى سكني اعتيادي حيث اضطرتهم ظروف مكان السكن المكتظ وضرورة تجنب إثارة شكوك الشرطة إلى فرض نظام انضباطي صارم من حيث تقسيم الأعمال اللازمة فيما بينهم ومزامنتها. زعم دي مورايس أنه تعلم الكثير من الأشياء عن تنظيم السلوك البشري من خلال تلك التجربة الاجتماعية، ولاحقًا شكلت تلك التجربة نقطة البداية التي مهدت الطريق أمام ما يُعرف حاليًا بورش العمل التنظيمية ومصدر إلهام لها. واستند خبراء علم الاجتماع على أعمال دي مورايس وأكدوا على استنتاجاته الأصلية التي تزعم أن مهارة التنظيم لا يمكن اكتسابها عن طريق التلقين بل عن طريق الممارسة ومشاركة الأدوار داخل جماعة كبيرة من الناس.
يُصنف مجال دراسة ورش العمل التنظيمية بمفهومه الأشمل ضمن فروع علم النفس الاجتماعي، وهو بدوره مجال الدراسة الذي يسد الفجوة بين علم النفس وعلم الاجتماع. ويقوم أسلوب الجماعات الكبيرة الخاص بورش العمل التنظيمية على أساس النشاط الإنساني، مما يجعله متفردًا عن بقية أعمال مجال الدراسة التي تعتمد في العادة على أسلوب الجماعات الصغيرة القائم على أساس السلوك الإنساني، مثل أسلوب الجماعات التائية (أو جماعات التدريب) ودينامية الجماعات.
يمكن تعريف عبارة «قائم على أساس النشاط الإنساني» في إطار العبارة الآتية: حتى يتمكن أحدهم من تعلم مهارة جديدة فلا بد من وجود شيء مادي حتى يتعلم استخدامه، أو بعبارة أخرى حتى تتعلم ركوب الدراجات لا بد من أن يكون لديك دراجة تركبها. وبالتالي فإن كنت تريد تعليم جماعة كبيرة كيفية إدارة مشروع تجاري معقد على سبيل المثال، فلا بد من توفير سبل إنشاء مشروع تجاري معقد لإدارته بأنفسهم. وفي سياق ورش العمل التنظيمية يمكن تحقيق ذلك عن طريق تكوين جماعات تتكون من 150 فردًا في المتوسط (معظمهم أشخاص ذوو مستويات تعليم متدنية) وإشراكهم في تأسيس وإدارة مشروع إنتاجي أو خدمي لمدة شهر كامل. وإلى جانب تلك العناصر التي تحدد ملامح ورش العمل التنظيمية فهي تتفرد أيضًا بمكانة المعلم وأسلوب إيضاح المفاهيم المتعلقة بالتدريب. إذ أن دور المعلم هنا لا يعدو كونه مجرد أداة فرعية (وهو مفهوم يُعرف بالسقالات في نظرية النشاط). أو بعبارة أخرى: ليس التعليم دور المعلم أو المدرب نفسه بل هو دور الشيء الذي تتدرب على استخدامه.
ويُعرف هذا الأسلوب في موطنه الأصلي (أمريكا الجنوبية) بـ«طريقة تمكين الجماعات الكبيرة» (LGCM).

## مدى الانتشار عالميًا
تعود ورش العمل التنظيمية في أصلها إلى البرازيل عندما أقام دي مورايس أول ورشة عمل تنظيمية في ريسيف عام 1954. ومع نشوب انقلاب البرازيل في مارس 1964 انتقل دي مورايس للعيش في تشيلي بعيدًا عن موطنه لمدة 23 عامًا حيث انتشرت حركة ورش العمل التنظيمية في أواخر الستينيات. ثم عكف دي مورايس على دراسة الأنثروبولوجيا الثقافية في جامعة سانت دييغو، واستصلاح الأراضي في معهد أبحاث الاستصلاح الزراعي. وعقب انتهاءه من ذلك عُين مستشارًا لدى عدة مؤسسات تنموية ومنظمات غير حكومية. ومنذ ذلك الحين أصبحت ورش العمل التنظيمية عاملًا أساسيًا في مشاريع استصلاح الأراضي في أمريكا اللاتينية والمشاريع التنموية في أماكن أخرى في العالم. ازدهرت تلك الحركة وبدأت في الانتشار من تشيلي إلى كوستا ريكا، والمكسيك، وبنما، وكولومبيا، والسيلفادور، وفنزويلا، والإكوادور، وهوندوراس، وبيرو، ونيكاراغوا، وغواتميلا، والبرازيل، والجزر الكاريبية، إلى جانب عدد من الدول الأفريقية والأوروبية. وفي عام 2015 أقيمت أول ورشة عمل تجريبية في المملكة المتحدة في لوتن (بالقرب من لندن) كجزء من برنامج دعم الحكومة لمشاريع الأعمال التجارية وخلق فرص العمل.

## تأثيرها على المشاركين

### أثناء الورشة
يتطلب تشغيل ورشة عمل تنظيمية إنشاء مشروع تجاري من ناحية الطرف الميسر، ومشروع آخر من طرف المشاركين، ويطلق عليهما دي مورايس اسم البنية الأولية والبنية الثانوية على الترتيب، بينما يُعرفان باسم «طاقم العمل» و«طاقم الفريق» في ورش العمل المتلفزة في جنوب أفريقيا التي أُذيعت على محطات البث المحلية في جنوب أفريقيا في عقد 2000. ويتكون مشروع الطرف الميسر من إطار عمل يُمكن من خلاله ممارسة الأنشطة التنظيمية والتعليمية قبل بداية ورشة العمل وفي أثناءها وبعد انتهاءها كذلك. وتظل البنية الأولية قائمة حتى بعد انتهاء ورشة العمل. أما المشاركون فهم مُكلفون بإنشاء مشروع تجاري خاص بهم بعد انتهاء مرحلة التجربة والخطأ، ثم يبدأ هؤلاء في تنظيم الأعمال ومساومة العقود مع الطرف الآخر (البنية الأولية). وبعدها يسدد الطرف الآخر ثمن الأعمال التي تمت على مدار ورشة العمل بأكملها من خلال صناديق التنمية بأسعار السوق الحالية.     
تتضمن ورش العمل دورة محاضرات إلزامية عن «نظرية التنظيم»، وهي جزء لا يتجزأ منها. تُقام تلك المحاضرات لمدة ساعة ونصف كل يوم على مدار أسبوعين، وهي تهدف إلى تمكين أفراد الورشة من اكتساب منظور خاص عن الأسيقة التاريخية والاجتماعية والاقتصادية، وعن طريقة عمل نظام الاقتصاد السوقي الحديث، وعن الأنماط الحديثة والنماذج التنظيمية، إلى جانب تعلم بعض المفاهيم والجوانب المتعلقة بالسلوك الفردي والجماعي. ومن المفترض أن يتمكن المشاركون من إتقان عدة مهارات بعد انتهاء كل ورشة، مثل مهارة تنظيم المشاريع التجارية والمهارات الإدارية مثل مهارة تنظيم الوقت والمجهود، والاحتفاظ بالسجلات المالية، وإعداد التقارير، ومهارة التخطيط، وتقييم الأجور، والتعاقد مع الأطراف والتعهد بالقيام بالأعمال للزبائن. ذلك إلى جانب بعض المهارات الفنية مثل التشييد والبناء، واللحام، والتطريز، والزراعة، وتقديم الطعام، وتكنولوجيا المعلومات، والقراءة والكتابة، وتطوير المهارات الرياضية.

### بعد انتهاء الورشة
توجد العديد من الجهات الراعية لورش العمل التنظيمية بداية من الستينات وحتى الآن، وهي تشمل الجهات الدولية الكبرى مثل منظمات الأمم المتحدة، ومؤسسات التنمية المحلية والدولية والمنظمات غير الحكومية مثل منظمة الأغذية والزراعة، ومنظمة العمل الدولية، وبرنامج الأمم المتحدة الإنمائي، ومنظمة الإغاثة الشعبية النرويجية، وغيرها في مناطق متفرقة في العالم.
تُشير التقديرات المتحفظة إلى أن نسبة 15% من المشاركين الخاضعين للدراسة نجحوا في إنشاء مشاريعهم التجارية الخاصة، مما يعادل نحو 9,000 مشروع جديد في البرازيل وحدها.
كما تشير التقديرات أيضًا إلى أن نسبة 30% إضافية من المشاركين (8,000 شخص تقريبًا) تمكنوا من الحصول على وظائف. ومع أخذ أفراد العائلات في الاعتبار تشير النتائج إلى أن عدد الأفراد المستفيدين من ورش العمل التنظيمية قد يصل إلى 27,000 فرد في مقابل تكلفة لا تتعدى 16 دولار لكل فرد. كما حاولت دراسة أخرى حساب تأثير برنامج كواندا في جنوب أفريقيا بصفة تقريبية، وتوصلت إلى النتائج الآتية: عدد المشاركين: 5,000، عدد أفراد المجتمع المستفيدين: 200,000، عدد المشاهدات التفلزيونية أسبوعيًا: 2,000,000.